# 최적화 모형
최적화 모형은 경제적모형, 고전적 모형, 합리성 모형으로도 불리며 인간과 조직의 합리성, 지식과 정보의 가용성을 전제하였던 고전적 조직이론 학자들의 의사결정 모형이다.
이 최적화모형은 의사결정자가 의사결정 처음 목표를 가지고 있으며 문제를 파악하고 목표달성내지 문제해결을 위한 여러 가지 대안들과 그 대안들이 가져 올 결과에 대해서도 잘 알고있다는 것으로 간주한다.
다만 이 모형이 간주하고 있는 전제들은 인간의 심리와 같은 불합리한 요인의 개입을 인정하지 않는 등 지나치게 이상적이고 규범적이기 때문에 사실세계의 의사결정 상황에는 잘 맞지 않는 단점이 있다.